# Madame befiehlt!
Madame befiehlt! (Originaltitel: Enter Madame) ist eine US-amerikanische Filmkomödie aus dem Jahr 1934 von Elliott Nugent mit Elissa Landi und Cary Grant in den Hauptrollen. Das Drehbuch basiert auf dem Bühnenstück Enter Madame! von Gilda Varesi Archibald und Dorothea Donn-Byrne.

## Handlung
Der Amerikaner Gerald Fitzgerald heiratet die schöne italienische Opernsängerin Lisa Della Robbia und führt ein romantisches Leben mit ihr, bis sie wieder zur Arbeit zurückkehrt. Gerald begleitet Lisa auf ihrer ausgedehnten Tournee, wird jedoch desillusioniert, als er immer wieder auf die Position des Hundewächters zurückgestuft wird. Gerald verlässt schließlich Europa und geht in die Vereinigten Staaten, nachdem Lisa ihm versprochen hat, nach ihrer Skandinavien-Tournee sechs Monate lang mit ihm ein unverfälschtes Eheleben zu führen. Lisa verschiebt jedoch ihre Rückkehr.
Gerald verliert die Geduld und reicht die Scheidung ein. Er erzählt seinem Anwalt, sein Eheleben sei wie „ein charmanter Albtraum“ gewesen. Bevor Lisa Geralds Scheidungsantrag akzeptiert, erneuert er seine Beziehung zu Flora Preston. Eines Tages sind sie überrascht, als Lisa auftaucht und behauptet, auch sie habe einen Liebhaber, den sie heiraten möchte. Als Gerald ihr vorwirft, keine Ahnung davon zu haben, wie man eine Ehefrau ist, stimmt sie wütend der Scheidung zu, obwohl sie ihn immer noch liebt und über ihren Liebhaber gelogen hat. Lisa besteht darauf, dass Flora anwesend ist, während sie und Gerald die finanziellen Regelungen ihrer Scheidung besprechen, und lädt das Paar in der Hoffnung, Gerald zurückzubekommen, zu einem Opernbesuch und anschließenden Abendessen ein. Gerald freut sich, wieder in der Gesellschaft von Lisa und ihrem Gefolge zu sein, aber Flora ist nicht begeistert, besonders als Gerald nach ihrer Abreise bei Lisa bleibt. 
An diesem Abend versöhnen sich Gerald und Lisa und beschließen, in den Vereinigten Staaten zu leben, ohne Oper. Um klatschsüchtigen Reportern zu entgehen, schleichen sich Lisa und Gerald mit dem Speiseaufzug aus der Wohnung und „flüchten“ nach Südamerika.

## Hintergrund
Einer Pressemeldung zufolge wurde Alberto Valentino, Rudolphs Bruder, für einen Auftritt als italienischer Opernsänger im Film verpflichtet. Richard Bonelli, ein Bariton der Metropolitan Opera, gab in diesem Film sein Filmdebüt. Michelette Burani wiederholte auf der Leinwand ihre Rolle des Bühnenstücks. 
Laut Pressemappe wurden die Opernszenen von der Los Angeles Opera unterstützt. Aus der Pressemappe geht auch hervor, dass Paramount über die „Los Angeles Assistance League“ die Nutzung des Hauses eines wohlhabenden Einwohners von Los Angeles sicherte, der die Mieteinnahmen für wohltätige Zwecke einsetzte.
Schon 1922 wurde das Bühnenstück von Paramount unter dem gleichen englischen Titel verfilmt
Hans Dreier und Ernst Fegté oblag die künstlerische Leitung. Travis Banton war für das Kostümbild zuständig. Musikalischer Direktor war Nat W. Finston.
Elissa Landis Singstimme war die der Opernsängerin Nina Koshetz.

## Musik
Im Film wurden Stücke aus folgenden Opern gespielt:
- Cavalleria rusticana von Pietro Mascagni
- Tosca von Giacomo Puccini
- Il trovatore von Giuseppe Verdi

## Veröffentlichung
Die Premiere des Films fand am 2. November 1934 statt. 1935 kam er im Deutschen Reich in die Kinos.

## Kritiken
Die zeitgenössischen Kritiken blieben zurückhaltend. Im Magazin Esquire schrieb Meyer Levin unter seinem Pseudonym Patterson Murphy, der Film sei eine glänzende, fachmännische Produktion mit Elissa Landi als Opernsängerin, aber unangemessen langweilig. Niemanden interessiere das. Es scheine, als ob der Glamour dieses Standardwerks endgültig verflogen ist. Helen Brown Norden befand in der Vanity Fair, der Film bringe sie zu der bedauerlichen Schlussfolgerung, dass Miss Landi keine sehr gute Schauspielerin sei und wahrscheinlich auch nie war. Frank S. Nugent von der The New York Times schrieb, dieser jüngste Versuch, das Kino mit der Oper zu verschmelzen, sei als Farce angelegt. Das Werk sei zwar recht unterhaltsam, aber seine Akteure seien lebhafter als ihre Dialoge. Elliot Nugents Regie könne vor allem für den plötzlichen Absturz des Films von der romantischen Komödie in den schaumigsten Höhepunkt einer Farce kritisiert werden. Von der großen Oper zu solchen Aktivitäten wie dem Kriechen unter Tischen und dem Fahren in Speiseaufzügen sei ein zu großer Schritt, um ihn, wie der Film ihn mache, in einem schnellen Schritt zu vollziehen.
Die Variety hingegen lobte die lebhafte Geschichte, die treffend mit guten Dialogen, guten Darstellern und intelligenter Regie umgesetzt wurde.
Derek Winnert sah in dem Film einen rasanten, unterhaltsamen Streifzug durch ein Broadway-Erfolgsstück mit durchgehend witzigen Momenten und dem jungen Grant, der sich an einigen witzigen Zeilen erfreut. Charles Brackett und Gladys Lehman sorgen in ihrem bescheidenen Drehbuch für Lacher, wenn auch vielleicht nicht genug davon.